# Las Labradas
La zone archéologique de Las Labradas se trouve au Mexique, dans la Municipalité de San Ignacio (État du Sinaloa). Elle est constituée de blocs basaltiques gravés par une civilisation précolombienne.

## Situation
Située sur une plage, à la périphérie du village de pêcheurs de Barras de Piaxtla, sur la côte pacifique du sud du golfe de Californie, la zone archéologique de Las Labradas est localisée entre l'estuaire d'El Yugo et le schorre de La Chicayota, 29 km au nord du tropique du Cancer.
Las Labradas se trouve dans une zone naturelle protégée (es) appelée La Meseta de Cacaxtla, un territoire de 508 km2 formé de divers écosystèmes à biodivsersité élevée, abritant des espèces végétales et animales endémiques,.
La zone archéologique couvre au total 17,5 ha. Elle est constituée d'un ensemble de blocs basaltiques d'origine volcanique gravés de dessins, situé sur une plage de 343 m de long, d'une largeur moyenne de 40 m. Il s'agit de la plus grande concentration de pétroglyphes du Mexique et l'unique site de ce genre situé dans une zone de marnage.

## Description
Les blocs basaltiques, de couleur très foncée, de dimensions variées, ont une surface arrondie et polie par l'érosion des vagues. À marée haute, certains sont entièrement recouvert par l'océan. Plus de 600 pétroglyphes ont été inventoriés.

### Motifs et techniques
Les motifs gravés sont multiples : êtres humains stylisés, animaux, cercles concentriques, spirales, soleils, croix et autres figures géométriques. Leur répartition ne semble obéir à aucun schéma déterminé. Les nombreux éléments solaires représentés et la proximité du tropique du Cancer suggèrent une relation étroite entre le site et le solstice d'été. Les motifs furent réalisés par abrasion et par percussion, en bas- ou haut-relief. Les caractéristiques des gravures et les techniques utilisées sont celles d'experts graveurs.

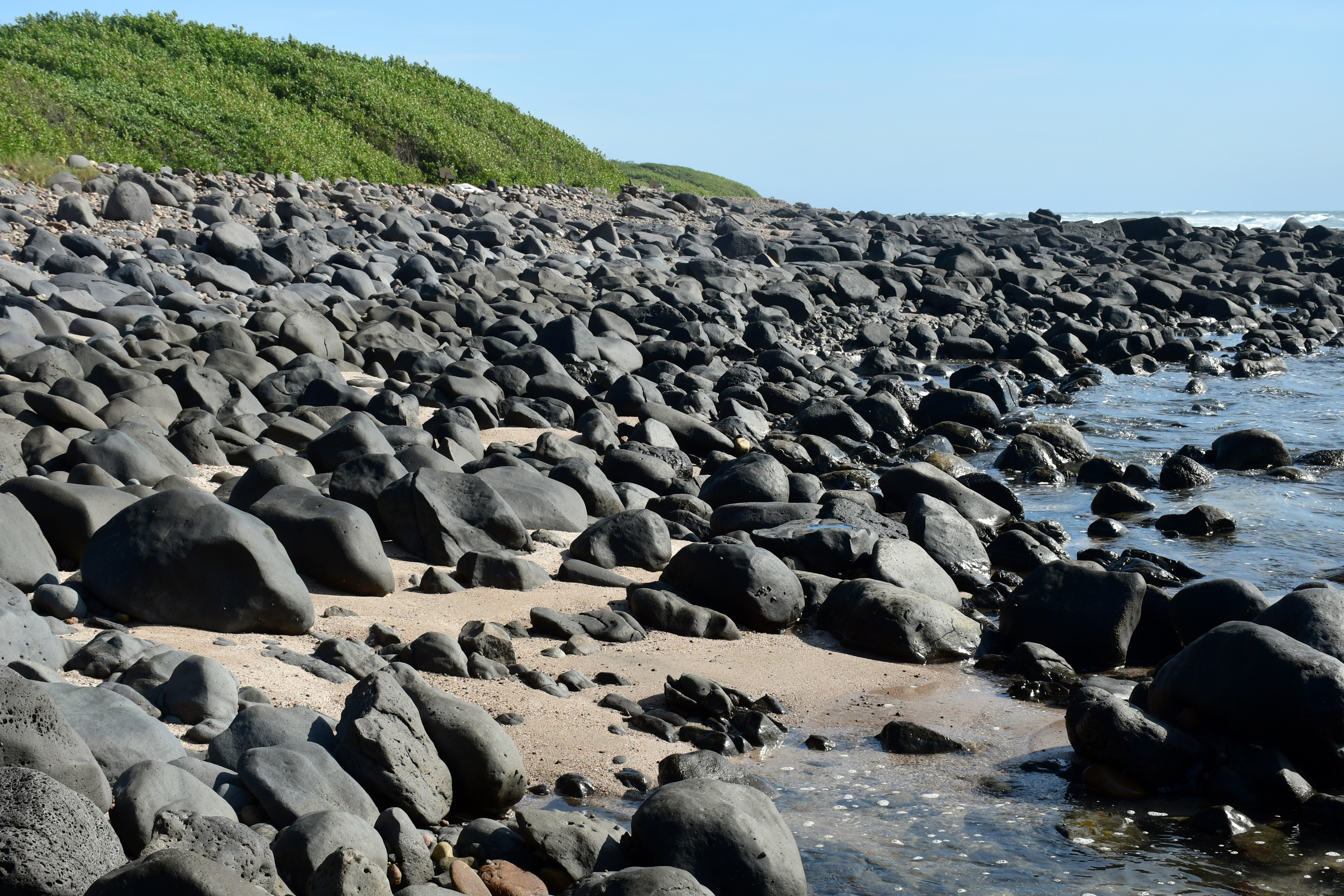
La plage de blocs basaltiques de Las Labradas.
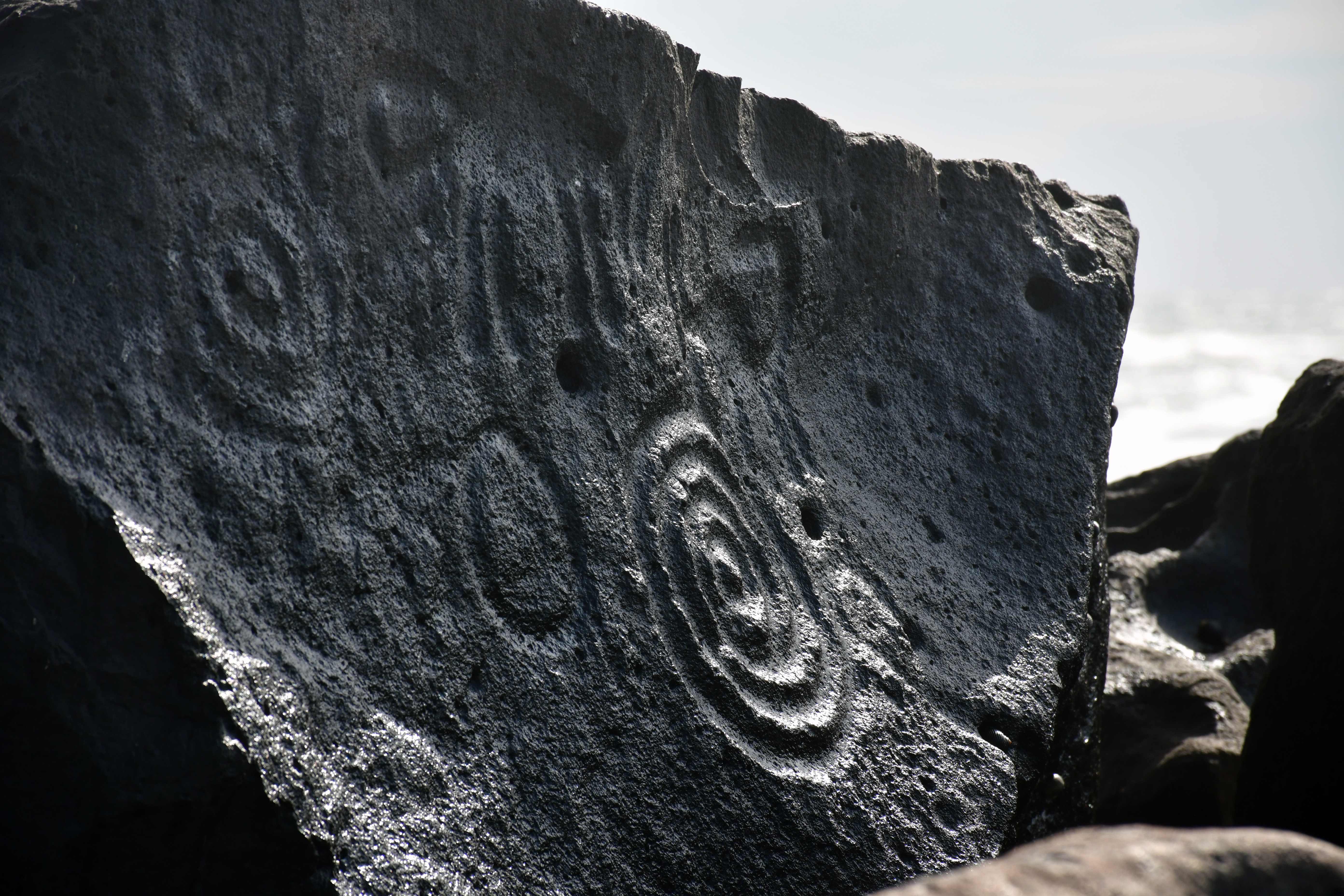
Des motifs en spirale.
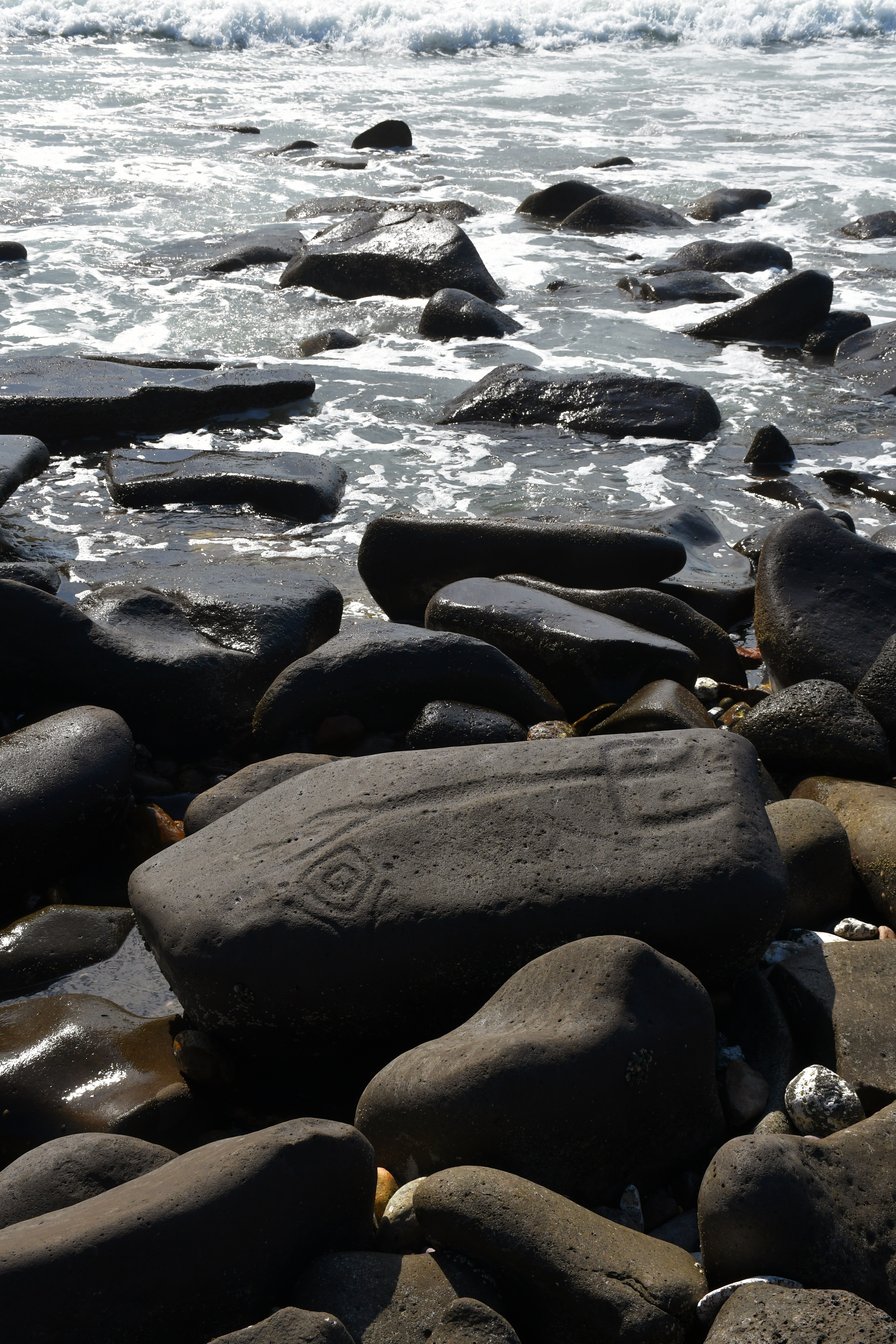
Une gravure anthropomorphe.
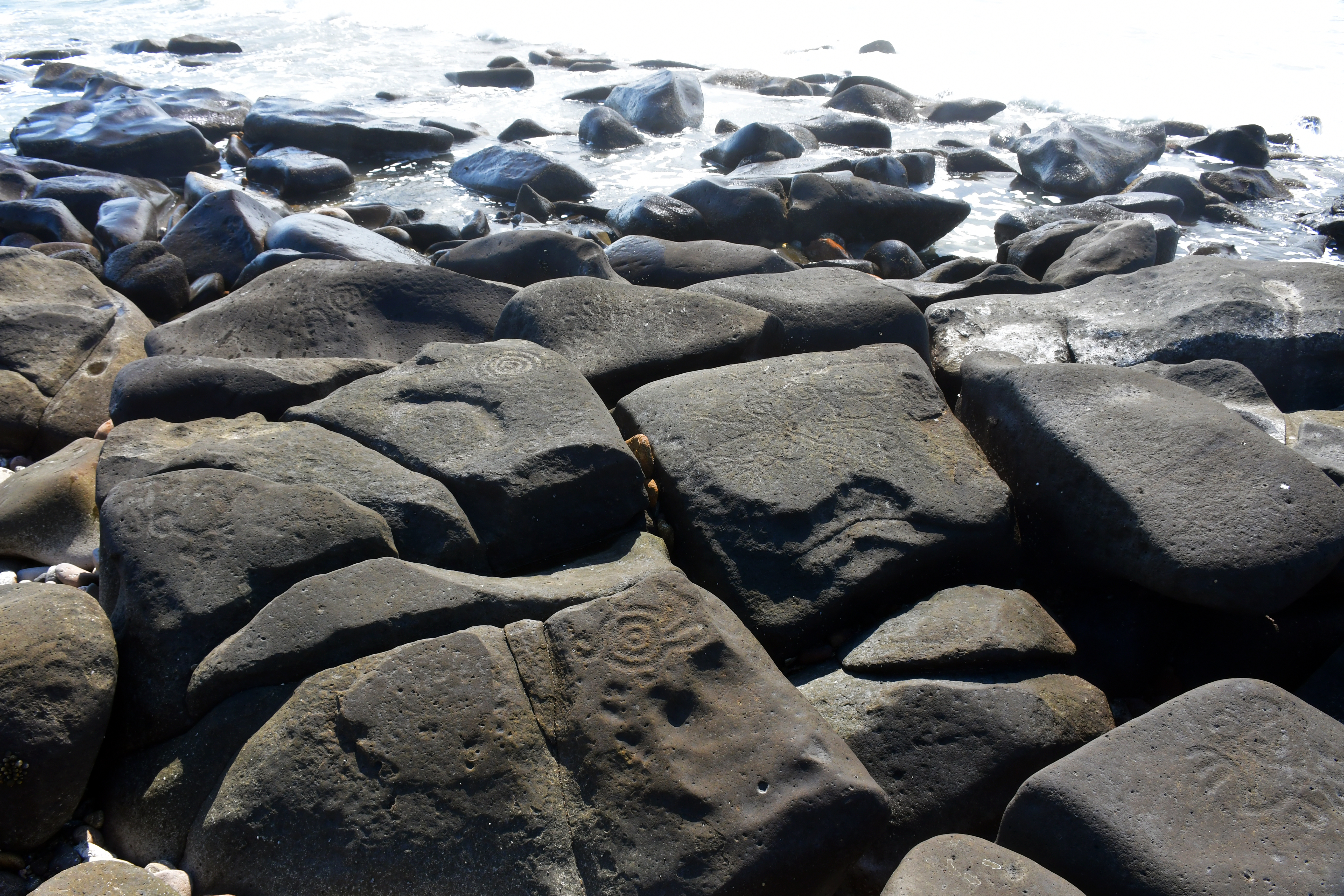
Certains blocs présentent plusieurs gravures.
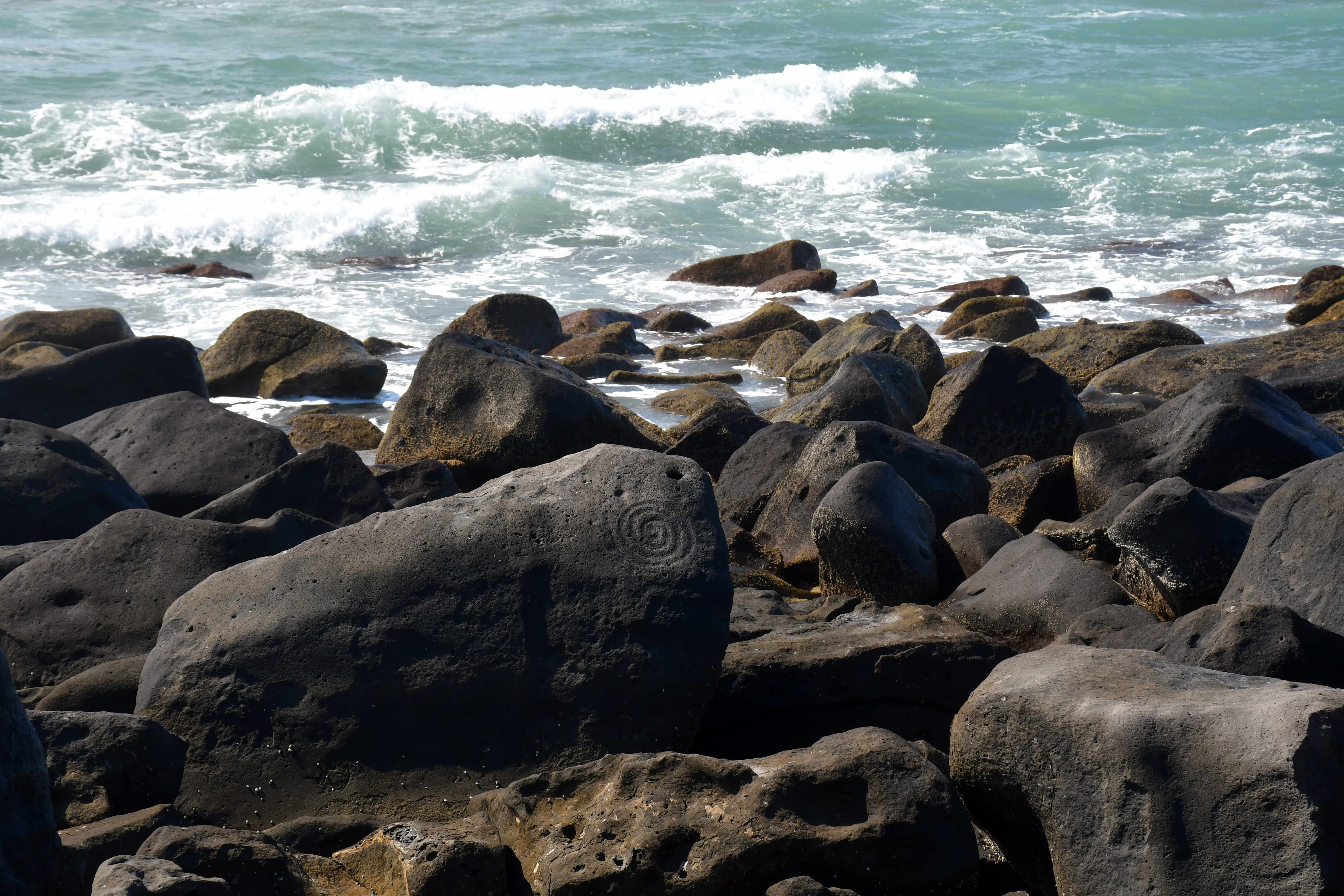
Un soleil.
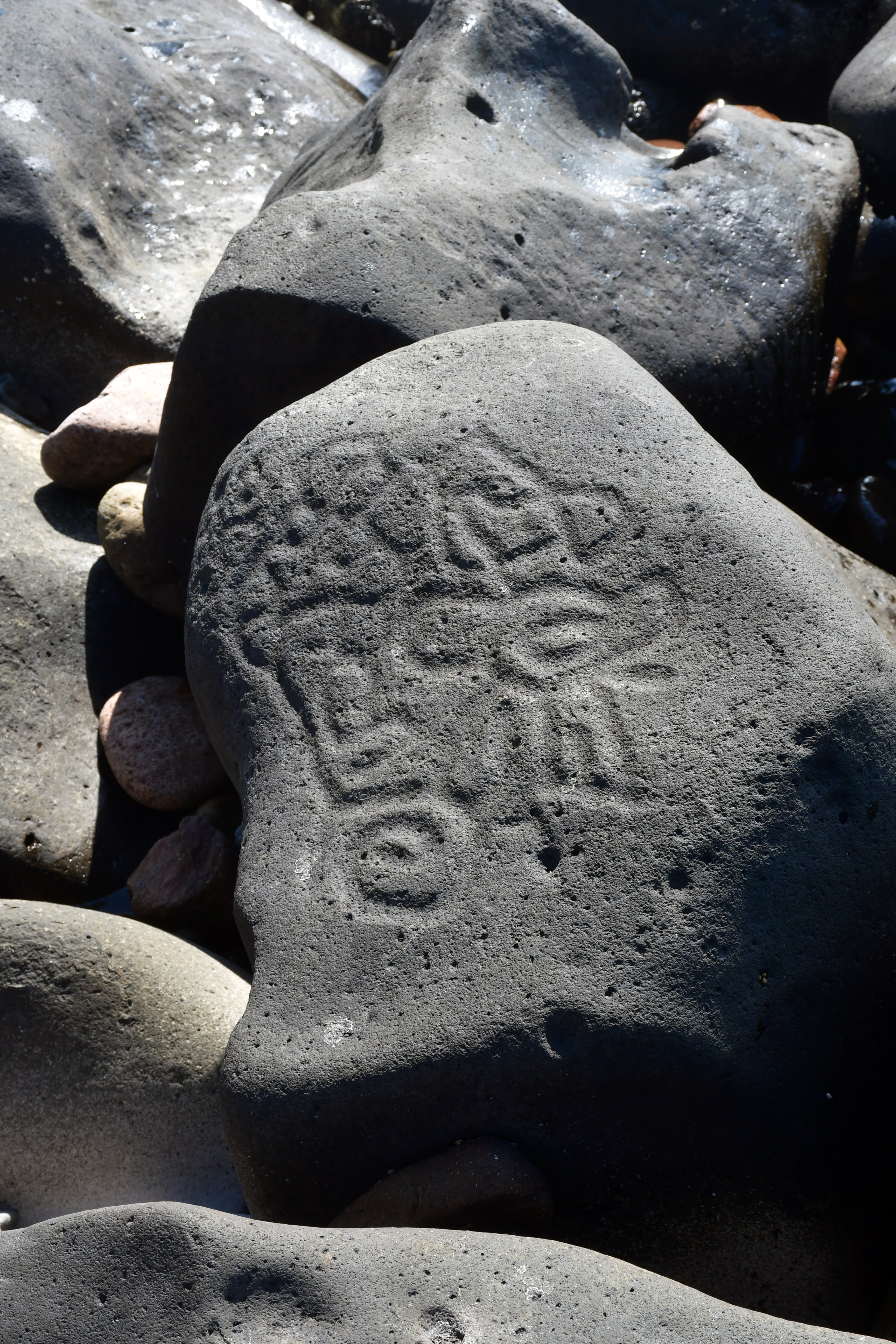

## Datation et origines
La civilisation à l'origine de ces gravures rupestres n'est pas identifiée mais, compte tenu du style de dessins, elles sont considérés comme l'œuvre d'une civilisation précolombienne. L'Institut national mexicain d'anthropologie et d'histoire (Instituto Nacional de Antropología e Historia), qui mène depuis 2009 un projet de recherche sur le site, situe leur réalisation entre la fin de la période archaïque et l'ère formative moyenne, donc entre 1000 av. J.-C. et 300. Des pétroglyphes de caractéristiques semblables se retrouvent dans plusieurs sites de Mésoamérique, toujours (contrairement à ceux de Las Labradas) en dessous du tropique du Cancer, du Mexique au nord du Costa Rica,.

## Protection
Les investigations menées depuis 2009 par l'Instituto Nacional de Antropología e Historia rendirent possibles la protection et la conservation du site. Las Labradas, première zone archéologique ouverte au public dans l'État du Sinaloa, fut décrétée zone de monuments archéologiques (zona de monumentos arqueológicos) le 30 novembre 2012. La zone archéologique de Las Labradas est inscrite depuis le 7 décembre 2012 sur la liste indicative mexicaine du site du patrimoine mondial de l'humanité de l'UNESCO. Le site possède un musée, situé à quelques dizaines de mètres de la plage.